# 角状胶珊瑚
角状胶珊瑚（学名：Holtermannia corniformis）是属于银耳目银耳科胶珊瑚属的一种真菌，群生、丛生于针阔叶混交林内朽木上，呈条形分布。该种分布于中国、日本。